# Дацан

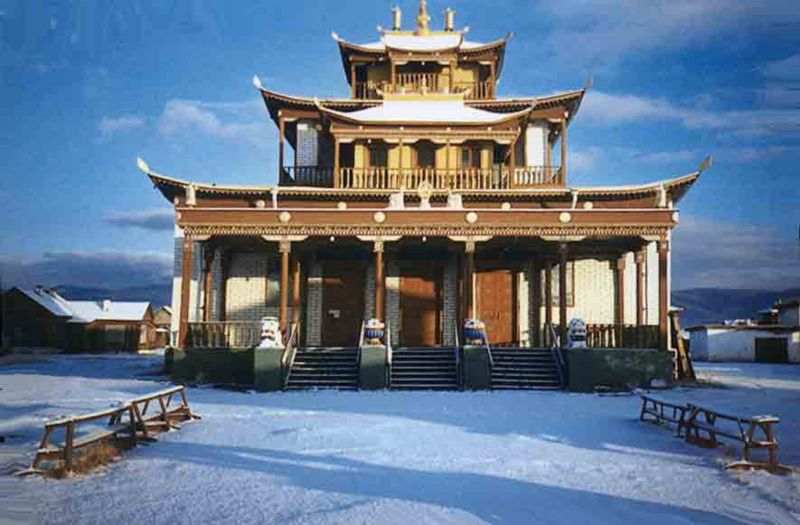
Іволгинський дацан

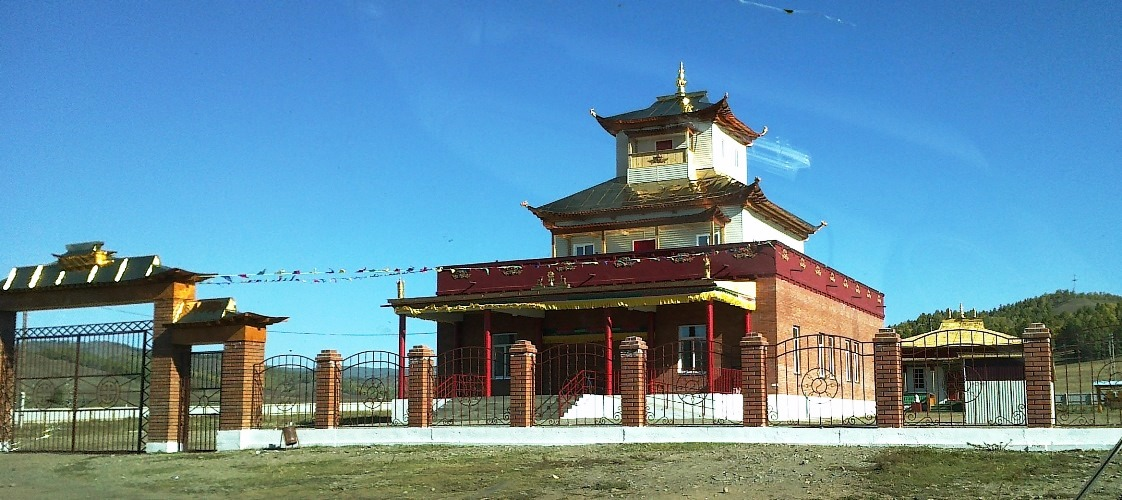
Усть-Бургалтайский дацан, Бурятія, Росія

Даца́н (монг. дацан, бурят. дасан, тув. дассың від тиб. གྲྭ་ཚང. grwa tshang — монастир, монастирська школа, монастир-університет) — назва монастирських комплексів у тибето-монгольському буддизмі; ламаїстський монастир у монголів і бурятів.
У традиції Тибету дацанами називають окремі «факультети» (освітні центри, відділення) при буддійських монастирях, де ведеться навчання цаніду (буддійській філософії). У бурятських буддистів термін позначає монастир назагал; у монгольських — окремий храм при великому монастирі, не обов'язково пов'язаний із навчальним процесом.
Мережа монастирів-дацанів створена «жовтошапковими» монахами секти гелугпта. У найбільших дацанах проживало до декількох десятків тисяч ченців.

## Система освіти в дацанах
Найбільші дацани мали три факультети — загальний (філософський — цанід), медичний і тантричний (гью; джуд), в невеликих дацанах був тільки загальний факультет; на тантричний факультет приймали тільки ченців, що отримали загальну філософську підготовку, а в групи з вивчення «Калачакра тантри» — тільки найбільш здатних з числа допущених до вивчення тантр.
Система «цанід» припускала послідовне вивчення п'яти дисциплін, на що йшло близько п'ятнадцяти років (як правило, батьки віддавали в монастирі дітей в дуже ранньому віці):
1. Логіка (прамана) — за творами Дхармакирті.
2. Параміта (шлях «класичної» Махаяни) — за текстом Майтрєї-Асанги «Абхисамаяланкара».
3. Мадх'ямака (за трактатом Чандракирті «Мадх'ямакаватара»).
4. Віная (передусім, Віная муласарвастівадінов).
5. Абхидхарма (за «Абхидхармакоше» Васубандху і «Абхидхармасамуччає» Асанги).